# ConFurence
ConFurence fue la primera convención furry, realizada cada año en el sur de California, desde 1989 hasta 2003. La gran asistencia de furs a la convenciones BayCon de ciencia ficción insitaron a Mark Merlino y Rod O'Riley a hacer "fiestas furry" en Westercon, Baycon, y en otras convenciones de ciencia ficción de la costa oeste, al final de la década de los 80's. Esto llevó a que en 1989 se hiciera una prueba piloto de la convención, Confurence Zero.

## Historia
Mientras que la asistencia a este primer intento serio de crear una convención furry, solo fue de 65 personas, fue suficiente para animar a los californianos a realizar una convención furry completa el año siguiente. La asistencia se duplicó a 130 en la primera convención oficial de ConFurence en enero de 1990. Con una alta popularidad en 1998, ConFurence 9 se convirtió en la convención furry con más asistencia hasta esa fecha (1250 personas fueron ese año). El control de ConFurence Group fue transferido a Darrel Exline en 1999, pero en 2003 la asistencia disminuyó notablemente a 470, debido a cambios en el personal y la gran competencia de otras convenciones furry de la región. La última ConFurence fue notable, ya que un grupo de noteros de un programa de televisión de The Man Show apareció e intentó entrevistar a algunos asistentes de la convención.
Con el fin de ConFurence, Mark Merlino y Robert Johnson Jr. se juntaron para crear Califur en 2004, para continuar su tradición de hacer una convención en el sur de California.

## Legado
ConFurence marcó los pasos, los cuales otras convenciones furry siguieron, como un exitoso muestra de arte furry, una fiesta de disfraces, hacer énfasis en contenidos creados por fanes (como actuaciones)y los Invitados de Honor. En 2006, se realizarán más de una docena de convenciones furry, además de otros encuentros y reuniones, en parte gracias a la iniciativa de ConFurence. 
El nombre ConFurence es una marca registrada de ConFurence Group. No es un término genérico para una convención furry, pero como fue la primera convención furry original, luego muchas otras convenciones tomaron nombres similares, como la ahora defunta ConFurence East (que tomó el nombre de "MoreFurCon" justo antes de su disolución), y la actual Eurofurence, que se realiza en Europa.